# The New Saints FC
The New Saints Football Club, oftmals nur unter der Abkürzung TNS genannt, ist ein walisischer Fußballverein aus Llansantffraid-ym-Mechain, einem Dorf an der Grenze zu England. Mit 16 Titeln ist der Klub walisischer Rekordmeister.

## Geschichte
Der Verein ist 2003 aus der Fusion von Total Network Solutions FC aus Llansantffraid und Oswestry Town aus der benachbarten englischen Stadt Oswestry hervorgegangen.

### Total Network Solutions
Der Klub wurde 1959 als Llansantffraid FC gegründet. Der Klub nahm den Spielbetrieb in der vierten walisischen Liga auf und konnte dort sieben Mal die Meisterschaft gewinnen. Allerdings dauerte es bis 1990, ehe sie zum Aufsteiger gewählt wurden und somit die Spielklasse verlassen konnten. Dem Klub gelang als Tabellenzweiter der dritten Liga und anschließend Meister der zweiten Liga der direkte Durchmarsch in die League of Wales, die höchste walisische Spielklasse.
1996 schloss eine IT-Firma aus dem benachbarten Oswestry mit dem Namen Total Network Solutions einen Sponsorvertrag über 250.000 £ mit dem Verein ab und der Klub nannte sich in Total Network Solutions Llansantffraid FC um. Im selben Jahr gelang durch einen Sieg im Elfmeterschießen gegen Barry Town der Sieg im Welsh Cup und damit die erstmalige Qualifikation für den Europapokal. Im Europapokal der Pokalsieger war der polnische Vertreter Ruch Chorzów zu stark und konnte nach einem 1:1-Unentschieden in Wales das Rückspiel mit 0:5 deutlich für sich entscheiden. Seither konnte man sich mehrmals qualifizieren, die Spiele werden normalerweise in den Stadien von Newtown FC oder AFC Wrexham ausgetragen. Beim Duell mit Manchester City 2003 wich man jedoch ins Millennium Stadium aus. 2000 wurde der Klub mit zwei Punkten Vorsprung auf Barry Town erstmals walisischer Meister.

### Oswestry Town
Oswestry Town wurde 1860 als Oswestry United gegründet und gehört damit zu den ältesten Fußballvereinen der Welt. 1876 trat man als Gründungsmitglied der Football Association of Wales bei. Jahrelang war man der einzige englische Klub, der in Wales spielte. 1884 und 1901 gewann der Klub noch unter dem alten Namen jeweils den Welsh Cup. Dem Klub gelangen danach nie größere Erfolge, in den 1980er Jahren kam man in finanzielle Schwierigkeiten und musste den Spielbetrieb einstellen. Wiedergegründet gelang 1995 die Rückkehr in die Cymru Alliance, die zweithöchste Spielklasse. Dort wurde man auf Anhieb Meister, konnte jedoch kein den Regularien der League of Wales entsprechendes Stadion vorweisen und musste somit weiter zweitklassig antreten. Erst 2000, als erneut die Zweitligameisterschaft gelang und man in ein anderes Stadion umzog, wurde der Aufstieg erlaubt. Dort entging man in den folgenden Jahren stets nur knapp dem Abstieg.

### Nach der Fusion: The New Saints
Am 7. Juni 2003 gaben die beiden Vereine bekannt, dass sie fusionieren würden. Nachdem der walisische Verband zugestimmt hatte, verweigerte die UEFA zunächst die Zustimmung, da beide Vereine aus unterschiedlichen Verbänden stammten. Kurze Zeit später stimmte sie dennoch zu, da sie auf die Geschichte von Oswestry Town aufmerksam gemacht wurde, die schon immer am Spielbetrieb in Wales teilgenommen hatten. Wegen der Verzögerung spielte die League of Wales in der Saison 2003/04 nur mit 17 Mannschaften, da Oswestry Town noch gemeldet war. Die Teilnahme von Oswestry wurde nach erfolgter Fusion für den Rest der Saison als „ruhend“ eingestuft.
2005 konnte der zusammengeschlossene Verein seinen ersten Erfolg feiern, als man das Double gewann. Nachdem der amtierende Champions-League-Sieger FC Liverpool die erneute Qualifikation für die Champions League über die Liga als Tabellenfünfter verpasst hatte, bot TNS den Engländern ein Entscheidungsspiel an. Die UEFA verbot dieses, ironischerweise wurden die beiden Klubs, nachdem die UEFA für den FC Liverpool eine Sondergenehmigung zur Teilnahme erlassen hatte, einander dennoch zugelost.
2006 wurde der Hauptsponsor von der BT Group übernommen und daraufhin der Vertrag mit dem Verein gelöst. Anschließend stellte sich die Frage nach der Namensgebung und da man traditionell den Spitznamen The Saints hatte, entschied man sich für den Namen The New Saints.
2009 qualifizierte sich der Verein zur Teilnahme an der UEFA Europa League. In der ersten Qualifikationsrunde verlor man jedoch Hin- und Rückspiel mit jeweils 1:2 gegen den isländischen Vertreter Fram Reykjavík.
Zwischen 2012 und 2019 gewann The New Saints acht Meisterschaften in Folge und ist mit insgesamt 13 Meistertiteln Rekordmeister in Wales.

## Erfolge
- Walisische Meisterschaft (17): 2000 (Llansantffraid FC), 2005, 2006, 2007, 2010, 2012, 2013, 2014, 2015, 2016, 2017, 2018, 2019, 2022, 2023, 2024, 2025
- Walisischer Pokal (9): 1996 (Llansantffraid FC), 2005, 2012, 2014, 2015, 2016, 2019, 2022, 2023, 2025
- Walisischer Ligapokal (7): 1995 (Llansantffraid FC), 2006, 2009, 2015, 2016, 2017, 2024

### Europapokalbilanz
| Saison  | Wettbewerb                    | Runde                  | Gegner                | Gesamt          | Hin           | Rück          |
| ------- | ----------------------------- | ---------------------- | --------------------- | --------------- | ------------- | ------------- |
| 1996/97 | Europapokal der Pokalsieger   | 1. Qualifikationsrunde | Ruch Chorzów          | 1:6             | 1:1 (H)       | 0:5 (A)       |
| 2000/01 | UEFA Champions League         | 1. Qualifikationsrunde | FC Levadia Tallinn    | 2:6             | 2:2 (H)       | 0:4 (A)       |
| 2001/02 | UEFA-Pokal                    | 1. Qualifikationsrunde | Polonia Warschau      | 0:6             | 0:4 (A)       | 0:2 (H)       |
| 2002/03 | UEFA-Pokal                    | 1. Qualifikationsrunde | Amica Wronki          | 2:12            | 0:5 (A)       | 2:7 (H)       |
| 2003/04 | UEFA-Pokal                    | 1. Qualifikationsrunde | Manchester City       | 0:7             | 0:5 (A)       | 0:2 (H)       |
| 2004/05 | UEFA-Pokal                    | 1. Qualifikationsrunde | Östers IF             | 1:4             | 0:2 (A)       | 1:2 (H)       |
| 2005/06 | UEFA Champions League         | 1. Qualifikationsrunde | FC Liverpool          | 0:6             | 0:3 (H)       | 0:3 (A)       |
| 2006/07 | UEFA Champions League         | 1. Qualifikationsrunde | Myllykosken Pallo -47 | 0:2             | 0:1 (H)       | 0:1 (A)       |
| 2007/08 | UEFA Champions League         | 1. Qualifikationsrunde | FK Ventspils          | (a)4:4(a)       | 3:2 (H)       | 1:2 (A)       |
| 2008/09 | UEFA-Pokal                    | 1. Qualifikationsrunde | FK Sūduva             | 0:2             | 0:1 (A)       | 0:1 (H)       |
| 2009/10 | UEFA Europa League            | 1. Qualifikationsrunde | Fram Reykjavík        | 2:4             | 1:2 (A)       | 1:2 (H)       |
| 2010/11 | UEFA Champions League         | 2. Qualifikationsrunde | Bohemians Dublin      | 4:1             | 0:1 (A)       | 4:0 (H)       |
| 2010/11 | UEFA Champions League         | 3. Qualifikationsrunde | RSC Anderlecht        | 1:6             | 1:3 (H)       | 0:3 (A)       |
| 2010/11 | UEFA Europa League            | Play-offs              | ZSKA Sofia            | 2:5             | 0:3 (A)       | 2:2 (H)       |
| 2011/12 | UEFA Europa League            | 1. Qualifikationsrunde | Cliftonville FC       | 2:1             | 1:1 (H)       | 1:0 (A)       |
| 2011/12 | UEFA Europa League            | 2. Qualifikationsrunde | FC Midtjylland        | 3:8             | 1:3 (H)       | 2:5 (A)       |
| 2012/13 | UEFA Champions League         | 2. Qualifikationsrunde | Helsingborgs IF       | 0:3             | 0:0 (H)       | 0:3 (A)       |
| 2013/14 | UEFA Champions League         | 2. Qualifikationsrunde | Legia Warschau        | 1:4             | 1:3 (H)       | 0:1 (A)       |
| 2014/15 | UEFA Champions League         | 2. Qualifikationsrunde | ŠK Slovan Bratislava  | 0:3             | 0:1 (A)       | 0:2 (H)       |
| 2015/16 | UEFA Champions League         | 1. Qualifikationsrunde | B36 Tórshavn          | 6:2             | 2:1 (A)       | 4:1 (H)       |
| 2015/16 | UEFA Champions League         | 2. Qualifikationsrunde | Videoton FC           | 1:2             | 0:1 (H)       | 1:1 n. V. (A) |
| 2016/17 | UEFA Champions League         | 1. Qualifikationsrunde | SP Tre Penne          | 5:1             | 2:1 (H)       | 3:0 (A)       |
| 2016/17 | UEFA Champions League         | 2. Qualifikationsrunde | APOEL Nikosia         | 0:3             | 0:0 (H)       | 0:3 (A)       |
| 2017/18 | UEFA Champions League         | 1. Qualifikationsrunde | Europa FC             | 4:3             | 1:2 (A)       | 3:1 n. V. (H) |
| 2017/18 | UEFA Champions League         | 2. Qualifikationsrunde | HNK Rijeka            | 1:7             | 0:2 (A)       | 1:5 (H)       |
| 2018/19 | UEFA Champions League         | 1. Qualifikationsrunde | KF Shkëndija          | 4:5             | 0:5 (A)       | 4:0 (H)       |
| 2018/19 | UEFA Europa League            | 2. Qualifikationsrunde | Lincoln Red Imps FC   | 3:2             | 2:1 (H)       | 1:1 (A)       |
| 2018/19 | UEFA Europa League            | 3. Qualifikationsrunde | FC Midtjylland        | 1:5             | 0:2 (H)       | 1:3 (A)       |
| 2019/20 | UEFA Champions League         | 1. Qualifikationsrunde | KF Feronikeli         | 3:2             | 2:2 (H)       | 1:0 (A)       |
| 2019/20 | UEFA Champions League         | 2. Qualifikationsrunde | FC Kopenhagen         | 0:3             | 0:2 (H)       | 0:1 (A)       |
| 2019/20 | UEFA Europa League            | 3. Qualifikationsrunde | Ludogorez Rasgrad     | 0:9             | 0:5 (A)       | 0:4 (H)       |
| 2020/21 | UEFA Europa League            | 1. Qualifikationsrunde | MŠK Žilina            | 3:1             | 3:1 n. V. (H) | 3:1 n. V. (H) |
| 2020/21 | UEFA Europa League            | 2. Qualifikationsrunde | B36 Tórshavn          | 2:2 (4:5 i. E.) | 2:2 n. V (A)  | 2:2 n. V (A)  |
| 2021/22 | UEFA Europa Conference League | 1. Qualifikationsrunde | Glentoran FC          | 3:1             | 1:1 (A)       | 2:0 (H)       |
| 2021/22 | UEFA Europa Conference League | 2. Qualifikationsrunde | FK Kauno Žalgiris     | 10:1            | 5:0 (A)       | 5:1 (H)       |
| 2021/22 | UEFA Europa Conference League | 3. Qualifikationsrunde | Viktoria Pilsen       | 5:5 (1:4 i. E.) | 4:2 (H)       | 1:3 (A)       |
| 2022/23 | UEFA Champions League         | 1. Qualifikationsrunde | Linfield FC           | 1:2             | 1:0 (H)       | 0:2 n. V. (A) |
| 2022/23 | UEFA Europa Conference League | 2. Qualifikationsrunde | Víkingur Reykjavík    | 0:2             | 0:2 (A)       | 0:0 (H)       |
| 2023/24 | UEFA Champions League         | 1. Qualifikationsrunde | BK Häcken             | 1:5             | 1:3 (A)       | 0:2 (H)       |
| 2023/24 | UEFA Europa Conference League | 2. Qualifikationsrunde | Swift Hesperingen     | 3:4             | 1:1 (H)       | 2:3 (A)       |
| 2024/25 | UEFA Champions League         | 1. Qualifikationsrunde | FK Dečić Tuzi         | 4:1             | 3:0 (H)       | 1:1 (A)       |
| 2024/25 | UEFA Champions League         | 2. Qualifikationsrunde | Ferencváros Budapest  | 1:7             | 0:5 (A)       | 1:2 (H)       |
| 2024/25 | UEFA Europa League            | 3. Qualifikationsrunde | Petrocub Hîncești     | 0:1             | 0:1 (A)       | 0:0 (H)       |
| 2024/25 | UEFA Conference League        | Play-offs              | FK Panevėžys          | 3:0             | 3:0 (A)       | 0:0 (H)       |
| 2024/25 | UEFA Conference League        | Ligaphase              | AC Florenz            | 0:2             | 0:2 (A)       | 0:2 (A)       |
| 2024/25 | UEFA Conference League        | Ligaphase              | FK Astana             | 2:0             | 2:0 (H)       | 2:0 (H)       |
| 2024/25 | UEFA Conference League        | Ligaphase              | Shamrock Rovers       | 1:2             | 1:2 (A)       | 1:2 (A)       |
| 2024/25 | UEFA Conference League        | Ligaphase              | Djurgårdens IF        | 0:1             | 0:1 (H)       | 0:1 (H)       |
| 2024/25 | UEFA Conference League        | Ligaphase              | Panathinaikos Athen   | 0:2             | 0:2 (H)       | 0:2 (H)       |
| 2024/25 | UEFA Conference League        | Ligaphase              | NK Celje              | 2:3             | 2:3 (A)       | 2:3 (A)       |
| 2025/26 | UEFA Champions League         | 1. Qualifikationsrunde | KF Shkëndija          | 1:2             | 0:0 (H)       | 1:2 n. V. (A) |
| 2025/26 | UEFA Conference League        | 2. Qualifikationsrunde | FC Differdingen 03    | 0:2             | 0:1 (H)       | 0:1 (A)       |

Gesamtbilanz: 96 Spiele, 20 Siege, 17 Unentschieden, 59 Niederlagen, 95:180 Tore (Tordifferenz −85)
Stand: 29. Juli 2025

## Rekorde
Am 30. Dezember 2016 verbesserte der walisische Rekordmeister den Weltrekord von Ajax Amsterdam aus dem Jahr 1972 mit nunmehr aktuell 27 Pflichtspielsiegen in Folge. Nach einem 2:0-Sieg im Viertelfinalrückspiel der AFC Champions League 2023/24 gegen den Ittihad FC überbot al-Hilal die Marke der Saints mit nun 28 Siegen in Serie.